# Ponte Vecchio (Béziers)
Il Ponte Vecchio è un'opera d'arte classificata situata a Béziers, nel dipartimento dell'Hérault in Francia.

## Storia

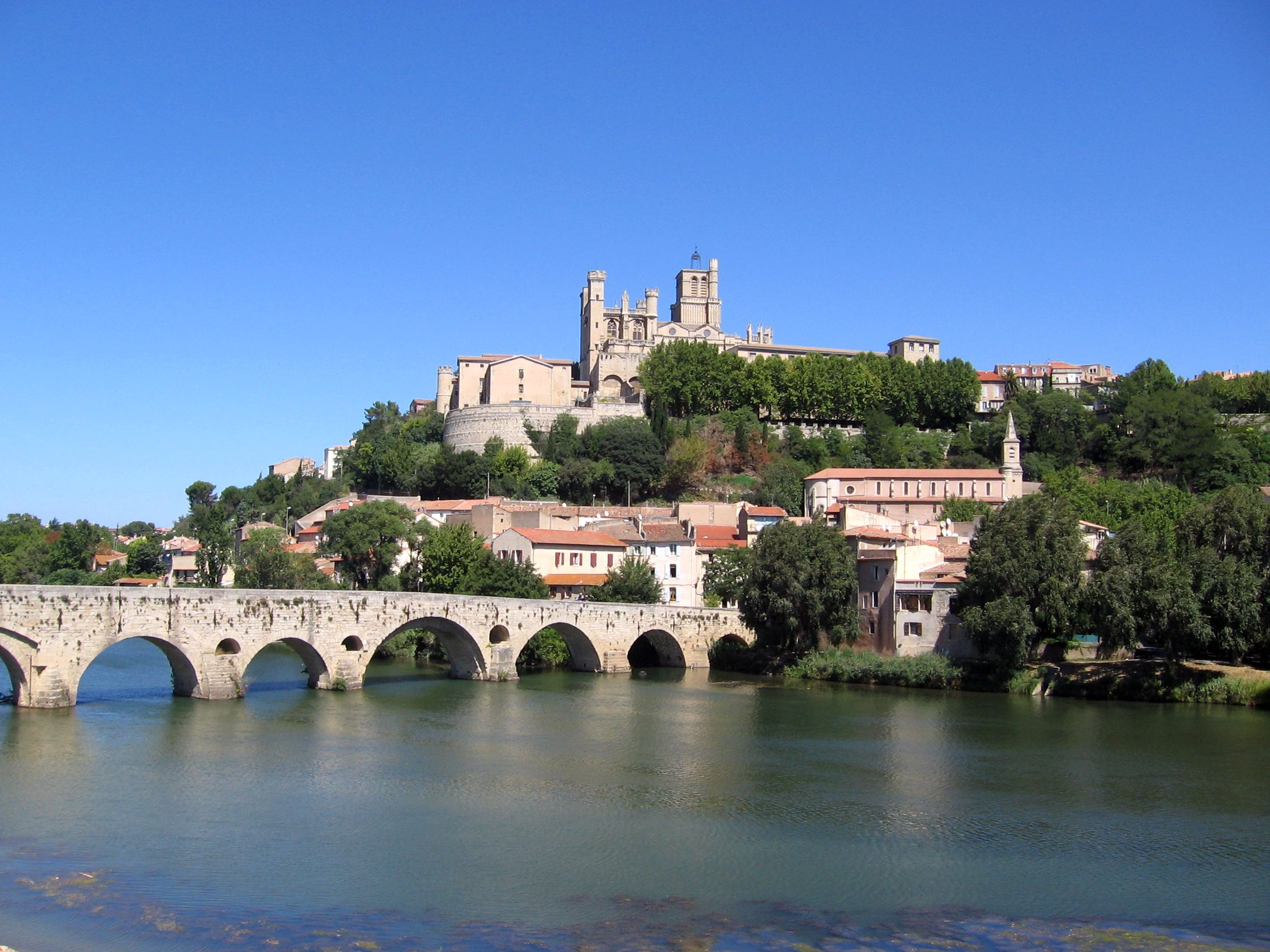
Il Ponte Vecchio che attraversa l'Orb ai piedi del centro di Béziers nel 2007.

Caratteristico dell'architettura romanica del XII secolo, permette l'attraversamento del fiume Orb. Rimase per molto tempo l'unico punto di passaggio sull'Orb sulla strada dalla Provenza a Tolosa. Ha subito revisioni in tempi diversi: XIV secolo, XV secolo e XVI secolo.
Nelle lettere patenti ai Consoli di Béziers, Carlo VII e Luigi XI parlavano di un ponte "di grande antichità, sontuoso e di grande edificio".

## Descrizione
Situato sotto la cattedrale di Saint-Nazaire, il ponte lungo 241,50 metri presenta 15 archi a tutto sesto disuguali in pietra, di cui 7 attraversano il fiume e 8 il letto alluvionale di fronte al centro storico. Il tempo della sua prima costruzione non può più essere determinato. In origine era probabilmente largo solo 3,45 m come gli archi interni. Riparazioni maggiori sono riportate dagli anni 1341 e 1526. Probabilmente nel XV secolo il ponte fu ampliato alle dimensioni attuali di 5,20 metri aggiungendo ai suoi lati archi in pietra leggermente più grandi. La torre usata a difesa del ponte fu demolita nel 1768.

## Protezione
Il Ponte Vecchio di Béziers è classificato monumento storico dal 18 giugno 1963.

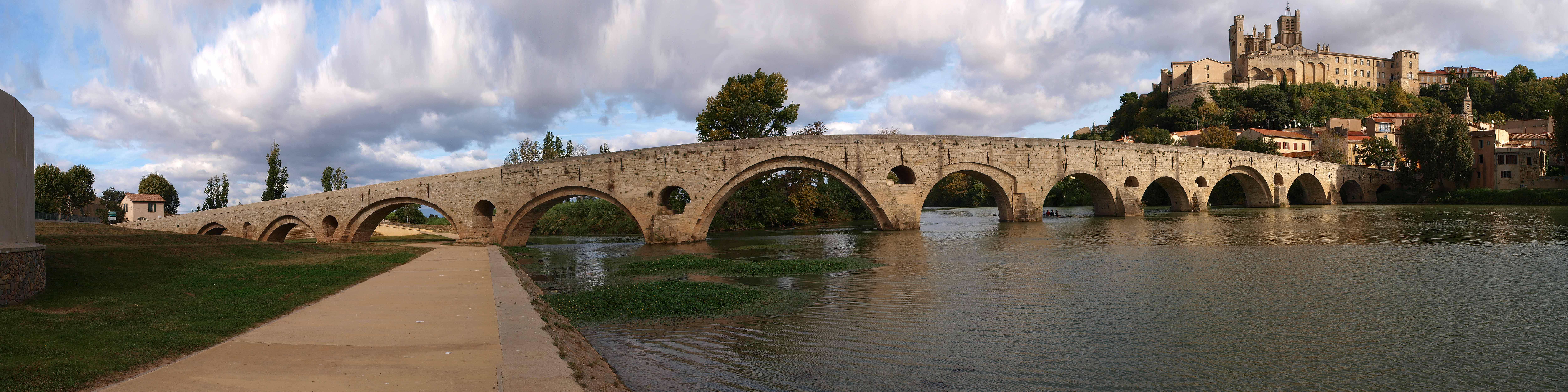
Vista panoramica del ponte per tutta la sua lunghezza.